# Max Küstner

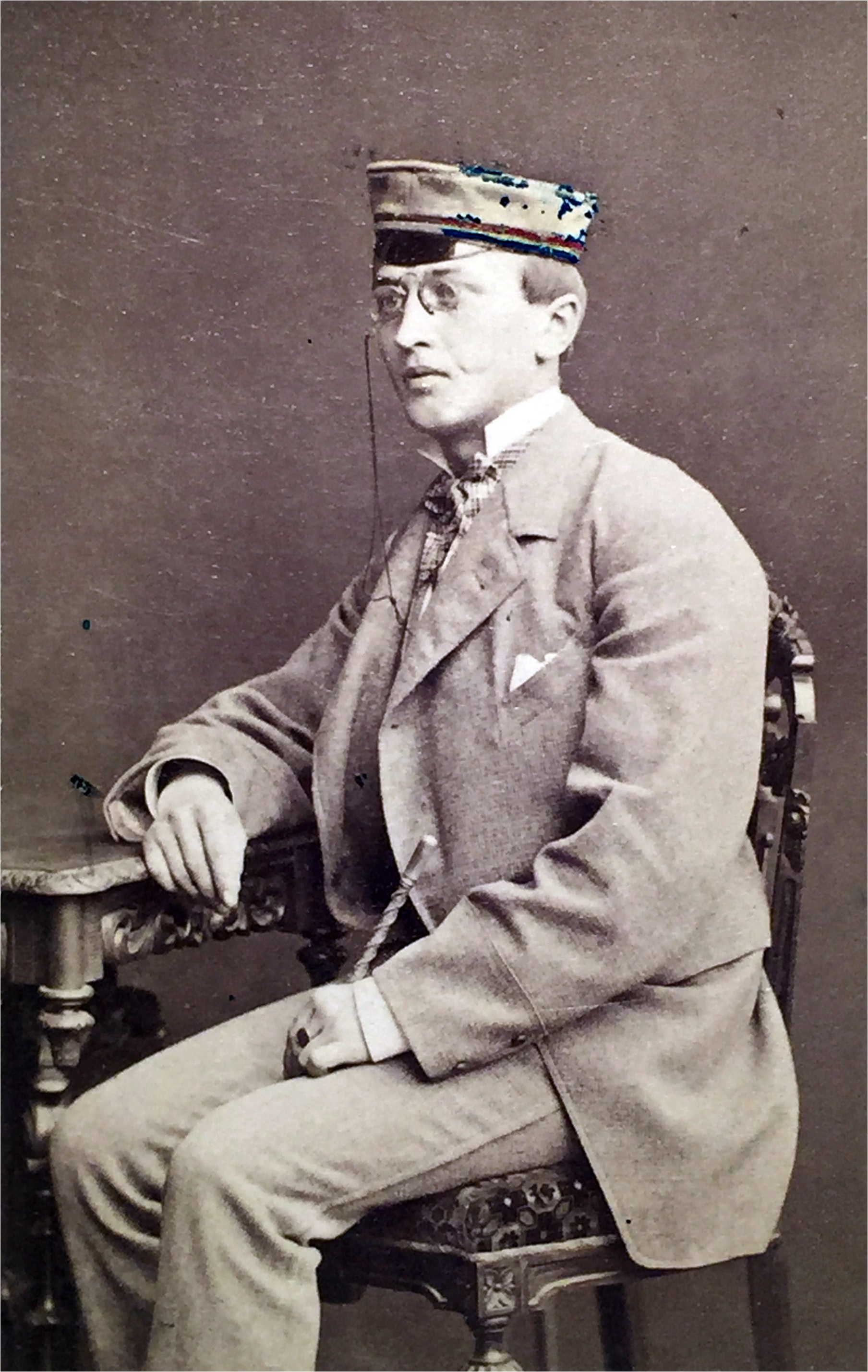
Max Küstner

Richard Max Küstner (* 26. März 1855 in Trossin; † 9. Februar 1940 in Friedrichroda) war ein deutscher Kommunalbeamter in Sachsen und Thüringen.

## Leben
Küstner war ein Sohn des Rittergutsbesitzers Otto Wilhelm Küstner (1818–1890) und der Fabrikantentochter Anna geb. Steinmetz (1830–1877) aus Eilenburg. Er war der sechs Jahre jüngere Bruder des Gynäkologen Otto Küstner.
Küstner erhielt Privatunterricht und besuchte das Gymnasium in Torgau. Nach dem Abitur immatrikulierte er sich zum Wintersemester 1875/76 an der Universität Leipzig für Rechtswissenschaft. Eigentlich Einjährig-Freiwilliger, wurde er am 29. Oktober 1875 als „Biersoldat“ im Corps Lusatia Leipzig aktiv. Unter seinen Conaktiven war Victor Weidtman. Am 14. November 1876 recipiert, war er Subsenior und Senior. Vom Universitätsgericht wurde er dreimal mit (erheblichen) Karzerstrafen belegt. Am 11. März 1878 inaktiviert, wechselte er an die Friedrich-Wilhelms-Universität zu Berlin, die Königliche Universität zu Greifswald und die Christian-Albrechts-Universität zu Kiel. Nach dem Ersten Staatsexamen (1882) war er Gerichtsreferendar am Amtsgericht Torgau und in Hanau (1887). Als Regierungsreferendar kam er nach Kassel und Minden, zum Kreis Schmalkalden und zum Magistrat von Hanau. Danach war er stellvertretender Amtmann in Petershagen. 

### Meuselwitz
1890 wurde er unter 43 Bewerbern zum Bürgermeister von Meuselwitz gewählt. In der ersten Amtsperiode (1890–1896) sorgte er für die Anlegung des Entwässerungssystems. Er erließ ein Ortsstatut für die Schulgemeinde und regelte die Besoldung von Volks- und Mittelschullehrern, gründete eine Knabenfortbildungsschule, verfasste eine Polizeiverordnung zur Behördlichen Lebensmittelüberwachung, regelte das Einwohnermeldewesen, kümmerte sich um die Sozialfürsorge und brachte 1895 eine Gewerbeausstellung in die Stadt. Er ließ Parks anlegen und den Musentempel auf dem Galgenberg errichten. Eine Volksversammlung veranlasste die Stadtverordneten, den beliebten Bürgermeister auch für die Amtsperiode 1898–1904 zu wählen. Küstner erreichte die Errichtung eines örtlichen Amtsgerichts. Gegen den Willen der Stadtverordnetenversammlung setzte er den Bau einer Wasserleitung durch, die aus dazu angekauften Quellen – den „Küstnerquellen“ – gespeist wurde. Er sorgte für den Ankauf einer privaten Gasanstalt, die die Straßenbeleuchtung sicherstellte. Er betrieb den Bau einer Turnhalle (1901) und ließ einen einheitlichen Bebauungsplan aufstellen, der Vorgärten und offene Bauweise vorschrieb. Er trieb die Ausrüstung der Feuerwehr voran und verstärkte die amtliche Nahrungsmittelüberwachung.

### Friedrichroda
Als seine Wiederwahl in Meuselwitz abgelehnt worden war, unternahm er 1903/04 eine anderthalbjährige Reise durch Belgien, Frankreich, Schweiz, Italien und Nordafrika. Danach übernahm er das Amt des Bürgermeisters von Friedrichroda in Thüringen. Auch um die Entwicklung dieser Stadt erwarb er sich große Verdienste: Aufbau des Krankenhauses (überwiegend aus privaten Spenden), Kläranlage, Wasserversorgung durch Erschließung neuer Quellen, Verbesserung der Straßenbeleuchtung, Verschönerung von Stadt und Umgebung. In der Friedrichrodaer Zeitung veröffentlichte er viele heimatgeschichtliche Beiträge. Bei Ausbruch des Ersten Weltkriegs meldete er sich als Kriegsfreiwilliger zur Landwehr. Als Hauptmann und Kompanieführer kam er an die Ostfront. Wegen eines Gehörschadens wurde er zurückberufen und als Leiter des Kriegsgefangenenlagers in Ohrdruf eingesetzt. Aus politischen Gründen wurde er nach der Novemberrevolution als Bürgermeister von Friedrichroda nicht wiedergewählt. Er veröffentlichte auch Beiträge über die heimatliche Dübener Heide. Den Ruhestand verlebte Küstner in Friedrichroda und Trossin. Er blieb zeitlebens unverheiratet.

### Politik
Von 1899 bis 1902 war Küstner Landtagsabgeordneter im Herzogtum Sachsen-Altenburg. 

## Ehrungen
- Max-Küstner-Straße in Friedrichroda (1925)
- Ehrenmitglied des Corps Lusatia Leipzig (1927)
- Ehrenbürger von Friedrichroda (1929)
- Max-Küstner-Kranken- und Erholungsheim in Friedrichroda (1933)